# Антъни Цимер
„Антъни Цимер“ (на френски: Anthony Zimmer) е френски филм от 2005 г. Заснет е във Франция и Испания. Режисьорът Жером Сал е номиниран за награда Сезар за най-добър първи филм. През 2010 година излиза американски римейк на филма, озаглавен Туристът.

## Сюжет
Антъни Цимер е гений на престъпния свят. Той разработва схеми за „изпиране“ на десетки милиони евро от мафията. Търси го полицията, а клиентите от мафията искат да го убият, преди той да бъде хванат. Но той си е сменил външността и гласа чрез скъпоструваща операция така, че сега никой не може да го познае. Единствената възможност да бъде открит е жена, с която той непременно ще се опита да се срещне.

## Актьорски състав
- Софи Марсо
- Димитри Рато
- Жил Льолуш
- Даниел Олбрихски
- Самир Гуезми
- Сами Фрей
- Иван Атал